# ヴァル＝ドワーズ県
ヴァル＝ドワーズ県(ヴァル＝ドワーズけん、Val-d'Oise)は、フランスのイル＝ド＝フランス地域圏の県である。

## 歴史
1968年、旧セーヌ＝エ＝オワーズ県の分割に伴い誕生した。パリを取り巻く都市圏グランド・クーロンヌ（grande couronne）の北辺にあたり、国内最小の面積を持つ。一方では、観光客の集まる広大な県自然公園を2箇所持ち、もう一方では大規模な都市化が進められ、シャルル・ド・ゴール国際空港を持つ。

## 地理
県名のオワーズとは、ベルギーに水源のある、フランス北東部を流れセーヌ川へ注ぐ支流、オワーズ川からとられた。北はオワーズ県、西はセーヌ＝エ＝マルヌ県、南はセーヌ＝サン＝ドニ県、オー＝ド＝セーヌ県、イヴリーヌ県、東はウール県と接している。県南部はモンモランシー谷とセーヌ川谷に接している。
県は本質的にプレーヌ・ド・フランス地方からなる。これは主に農村部では対照的な外観を見せる。北部は広い穀倉地帯で自然なままの農村であるが、南部は住宅団地に土地を奪われ、シャルル・ド・ゴール国際空港の影響がセーヌ＝エ＝マルヌやセーヌ＝サン＝ドニに向け広がる。県中心部と南東部は非常に都市化が進んでおり、パリ大都市圏を形成する。西部はヴェクサン・フランセ（fr）と呼ばれる田園地帯である。県は21,300ヘクタールの森林を持ち、これは県全体の21%である。大きな森にはモンモランシーの森、リラダンの森、カルネルの森がある。
県都であるポントワーズが郡庁である一方、物理的にセルジーが県機能を抱える。両コミューンはニュータウンのセルジー＝ポントワーズの中で密接につながり、ポントワーズは単一の地区にすぎない様相である。

## 人口統計
| 1968年  | 1975年  | 1982年  | 1990年    | 1999年    | 2006年    | 2007年    |
| ------- | ------- | ------- | --------- | --------- | --------- | --------- |
| 693 269 | 840 885 | 920 598 | 1 049 598 | 1 105 464 | 1 157 054 | 1 160 719 |

出典:SPLAF、2006年、2007年はINSEEより

## 観光

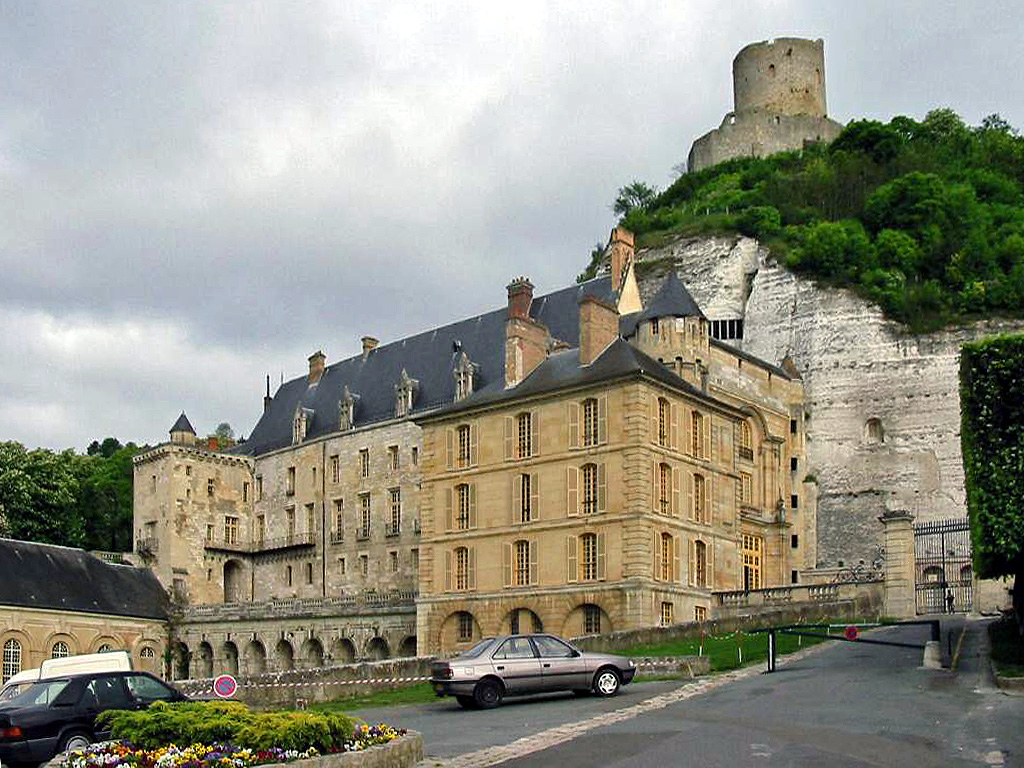
ロシュ＝ギュイヨン城
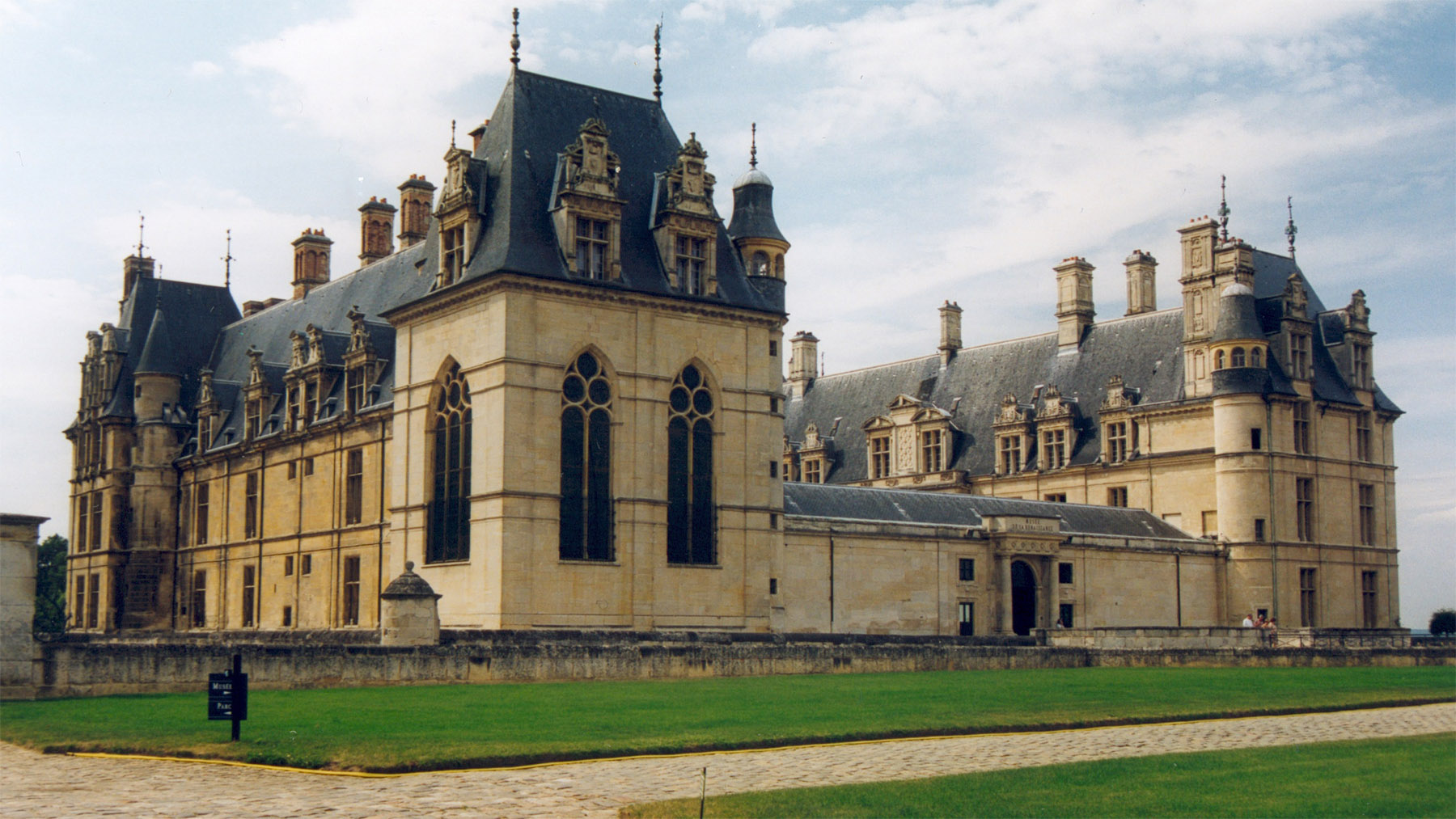
エクアン城。現在は国立ルネサンス美術館
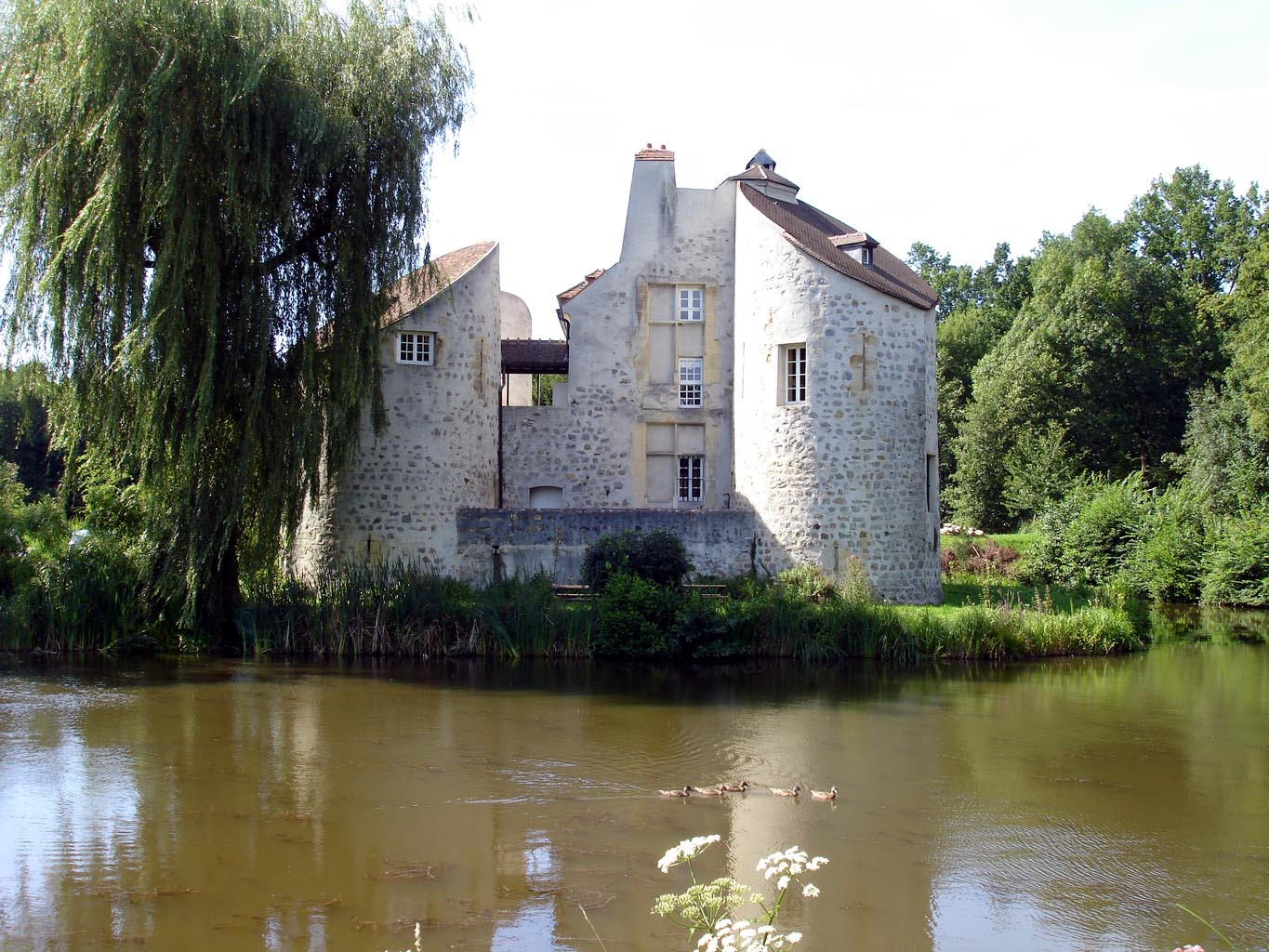
モンモランシーの森